# فدریکو ریزی
فدریکو ریزی (انگلیسی: Federico Rizzi؛ زادهٔ ۶ ژانویهٔ ۱۹۸۱) بازیکن فوتبال اهل ایتالیا است.
از باشگاه‌هایی که در آن بازی کرده‌است می‌توان به باشگاه فوتبال تراپانی، باشگاه فوتبال کرمونزه، باشگاه فوتبال سالرنیتانا، باشگاه فوتبال تریستیانا، و باشگاه فوتبال یو. اس. پرگولیتزه اشاره کرد.